# Alfons Kranz
Alfons Kranz (* 28. März 1932 in Olpe; † 5. Juli 2019 in Korschenbroich) war ein deutscher Verlagsleiter, Publizist und Kommunalpolitiker.

## Leben
Alfons Kranz übernahm im Januar 1969 die Geschäftsführung der Neusser Zeitungsverlag GmbH, in der seit 1873 die Neuß-Grevenbroicher Zeitung (NGZ) erschien. Am 1. April 1969 war er zudem für die Gesellschaft für Buchdruckerei AG tätig, deren Vorstand er am 1. Oktober 1975 wurde. Er baute den Verlag zu einem modernen Medienhaus aus. Er gründete mehrere Anzeigenblätter sowie als Co-Gründer 1990 mit NE-WS 89.4 einen Radiosender für den Rhein-Kreis Neuss. 1997 wurde Eberhard Hücker sein Nachfolger.
Kranz engagierte sich von 1984 bis 2002 im Beirat der Katholischen Nachrichten Agentur (KNA), davon ab 1990 als stellvertretender Vorsitzender. Zusammen mit dem damaligen Leiter des Kommissariats der deutschen Bischöfe in Bonn, Prälat Paul Bocklet, und dem damaligen Geschäftsführer der KNA, Richard W. Orth, war er 2001 Initiator der KNA-Promedia-Stiftung, einer Förderinitiative für junge katholische Journalisten und war dessen langjähriges Beiratsmitglied. Kranz war 1999 Initiator des bundesweit ausgeschriebenen Journalistenpreises Pro Ehrenamt – Hermann Wilhelm Thywissen-Preis.
Alfons Kranz lebte mit seiner Ehefrau Ursula in Korschenbroich-Glehn.

## Politik
Alfons Kranz war von 1975 bis 2004 Mitglied des Kreistages des Rhein-Kreises Neuss und dort stellvertretender Fraktionsvorsitzender der CDU.
Er hatte zahlreiche öffentliche Mandate inne, zuletzt den Verwaltungsratsvorsitz beim Technologiezentrum Glehn (TZG), einem 100-prozentigen Tochterunternehmen des Kreises.
Kranz war 2007 einer der Initiatoren und Gründungsstifter der Bürgerstiftung Korschenbroich und weiterer Initiativen wie des Technologiezentrums Glehn (TZG), der Wirtschaftsförderung, der Stiftung Sport, des Kreisheimatbundes, der Grundwasser-Kommission und des Journalisten-Preis Pro Ehrenamt.

## Ehrungen und Auszeichnungen
- Verdienstkreuz am Bande des Verdienstordens der Bundesrepublik Deutschland (1986)
- Auszeichnung für sein Lebenswerk durch die Bürgerstiftung für Korschenbroich (2012)[7]
- Ritter des Päpstlichen Silvesterordens (2013)[8]
- Ehrenvorsitzender der KNA-Promedia-Stiftung (2016)[4]